# Château de La Petite-Pierre
Le château de La Petite-Pierre, également appelé château de Lützelstein (Burg Lützelstein en allemand), se situe dans la commune française de La Petite-Pierre, dans le département du Bas-Rhin. Il est le siège du Parc naturel régional des Vosges du Nord.
Il fait l’objet d’un classement au titre des monuments historiques depuis avril 1922.
Il est occupé de manière ininterrompue depuis sa construction à la fin du XIIe siècle.

## Histoire
Un premier site défensif est établi par les comtes d'Eguisheim-Dabo, qui le donnent en fief à une famille noble nommée Parva Petra (« petite pierre »), laquelle lui laisse son nom[réf. nécessaire]. Le fief est érigé en comté de la Petite-Pierre dès la fin du XIIe siècle, au profit d'un cadet de la puissante famille de Blieskastel ; le château est mentionné pour la première fois en 1212.
À la suite d'un conflit avec l'évêque de Strasbourg, les comtes doivent lui céder leur comté, lequel leur est concédé en retour sous forme de fief dès 1223.
En 1403, Bourcard de Lutzelstein, évêque de Strasbourg et dernier héritier mâle du château, cède le quart de la Petite-Pierre au comte palatin Robert III devenu empereur germanique, qui lui accorde de transmettre ces biens par voie d'héritage par les femmes. Mais en 1452, le comte palatin Frédéric Ier s'empare de la totalité du château, après un siège de neuf semaines.
Le comté est transmis à une branche cadette de la Maison palatine, et le château devient en 1566 la résidence de Jerri-Hans, comte palatin de Veldenz, qui y fait faire de grands travaux de modernisation.
Le 24 octobre 1648, par les traités de Westphalie et de Münster qui mettent fin à la guerre de Trente Ans, les terres et seigneuries des Habsbourg, en Alsace, passent aux mains du Roi de France.
L'armée royale occupe le château en 1677, et en 1681 Vauban est chargé de restructurer les fortifications, encore en grande partie visibles aujourd'hui, alors que les autres châteaux-forts alsaciens étaient voués à l'abandon, l'arasement sinon à la destruction, à l'exception des châteaux de Lichtenberg et du Landskron.
En 1870, à la suite de l’annexion de l'Alsace par l'empire allemand, le château est démilitarisé et prend une vocation administrative. Les services allemands des eaux et forêts y sont installés. Les services français prendront leur relais après 1918.
Depuis 1977, le bâtiment abrite les services administratifs du Parc naturel régional des Vosges du Nord. Entre 2017 et 2020, une rénovation du château a permis de mettre le bâtiment en sécurité et aux normes actuelles en matière d’isolation comme d’accessibilité tout en apportant confort et lumière aux agents. Les rénovations ont été conduites par l'architecte en chef des monuments historiques, Pierre-Yves Caillaut et l'agence DWPA. La cour, le jardin et la boutique des savoir-faire sont accessibles au public.
La ville fortifiée, nommé Staedtel, avec la chapelle Saint-Louis, le chœur de l'église du XVe siècle et la tour-bastion protégeant les citernes, sont étroitement liés au château. Les citernes du château sont accessibles depuis le sentier des remparts.
Depuis 2002, le château de La Petite Pierre et le village accueillent, au mois d'aout, le Festival Au Grès du Jazz pour 10 jours de musique en plein air. 

## Architecture
Le château est situé sur l'extrémité d'une crête, à 340m d'altitude, séparé de la vieille ville par un fossé artificiel. Il daterait du début du XIIIe siècle. Le donjon pentagonal a été détruit au XIXe siècle Le logis a été très remanié mais dans sa cave la citerne à filtration daterait du XIVe siècle et sur sa façade sud des fenêtres romanes. Le puits à décor Renaissance, la porte d'entrée à pilastres et la tourelle d'escalier dateraient du XVIe siècle
Une construction polygonale présente des ornementations gothiques en particulier des chapiteaux à crochets.
Les "ruines du château et restes des enceintes fortifiées" sont classées en 1922 au titre des Monuments Historiques.

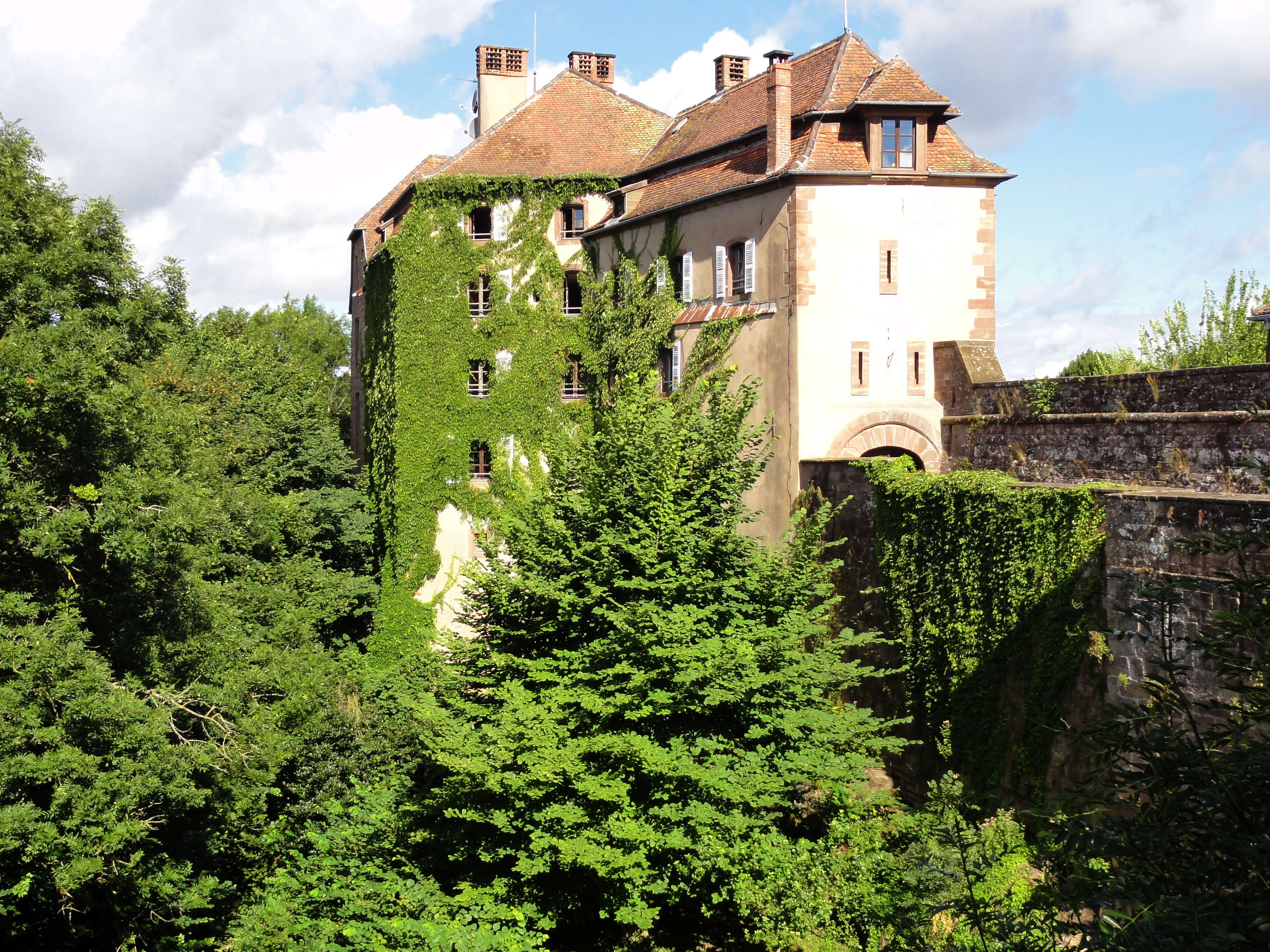
Château de la Petite Pierre avant sa rénovation de 2017
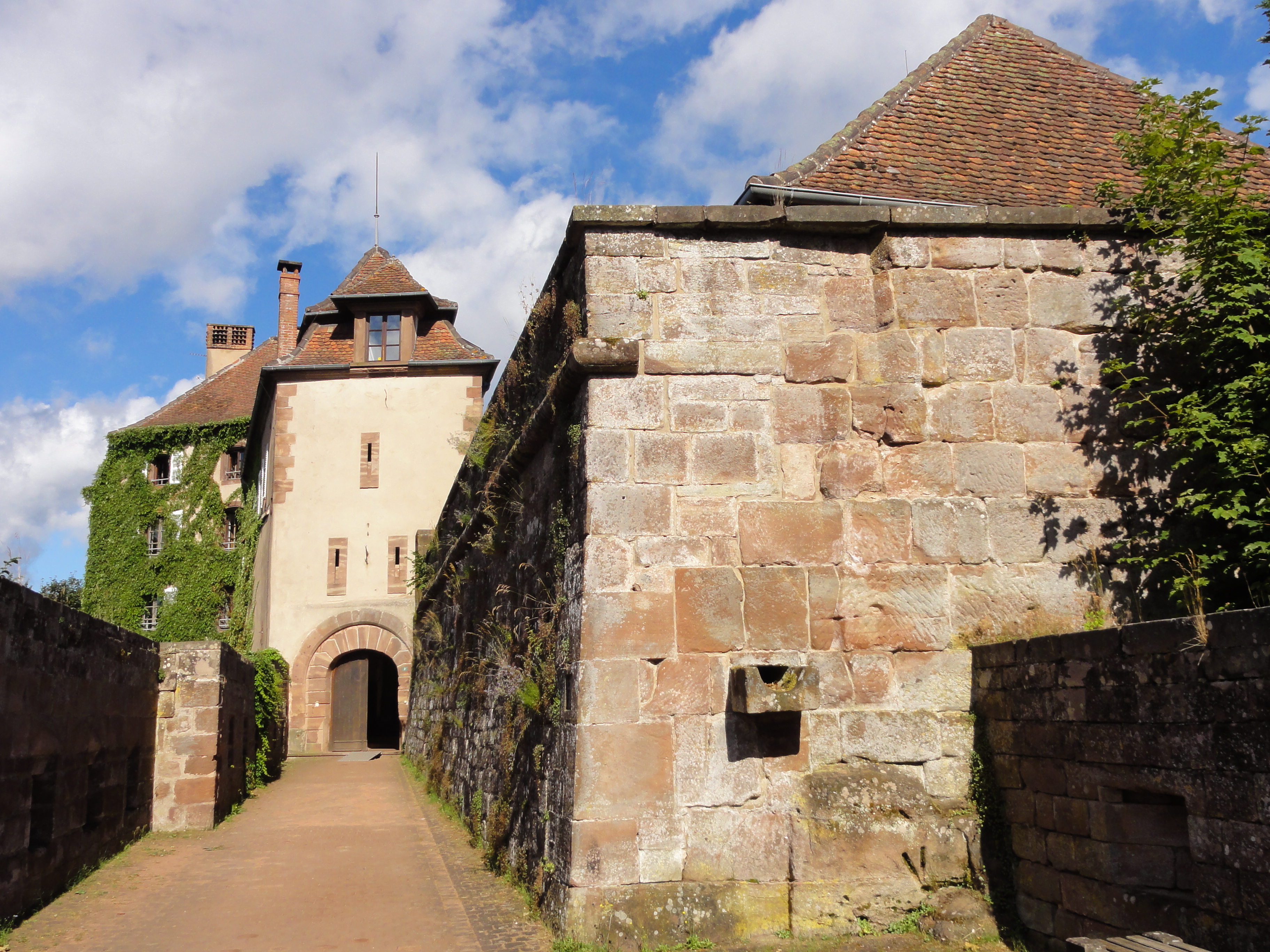
Château de la Petite Pierre avant sa rénovation de 2017
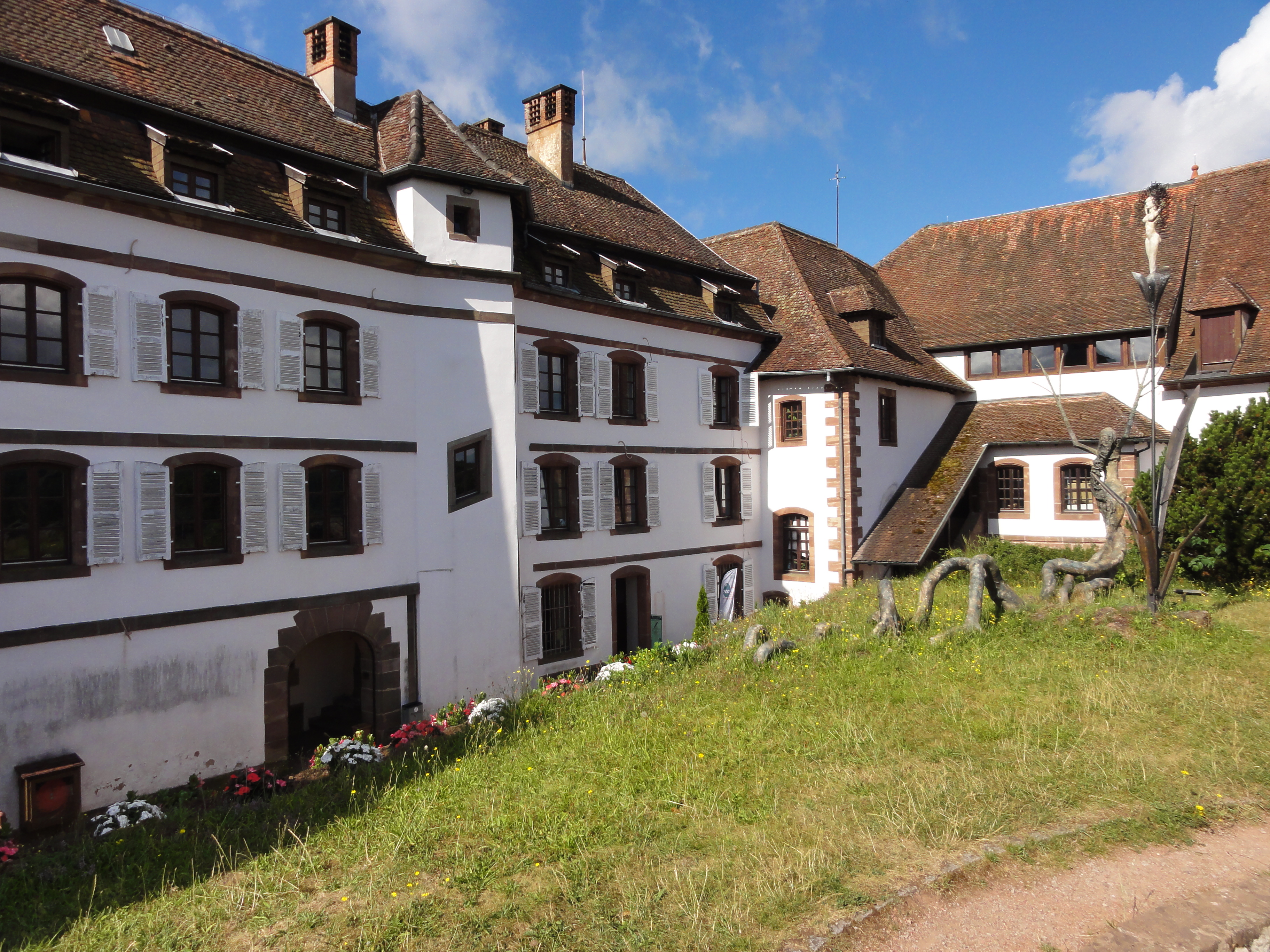
Château de la Petite Pierre avant sa rénovation de 2017
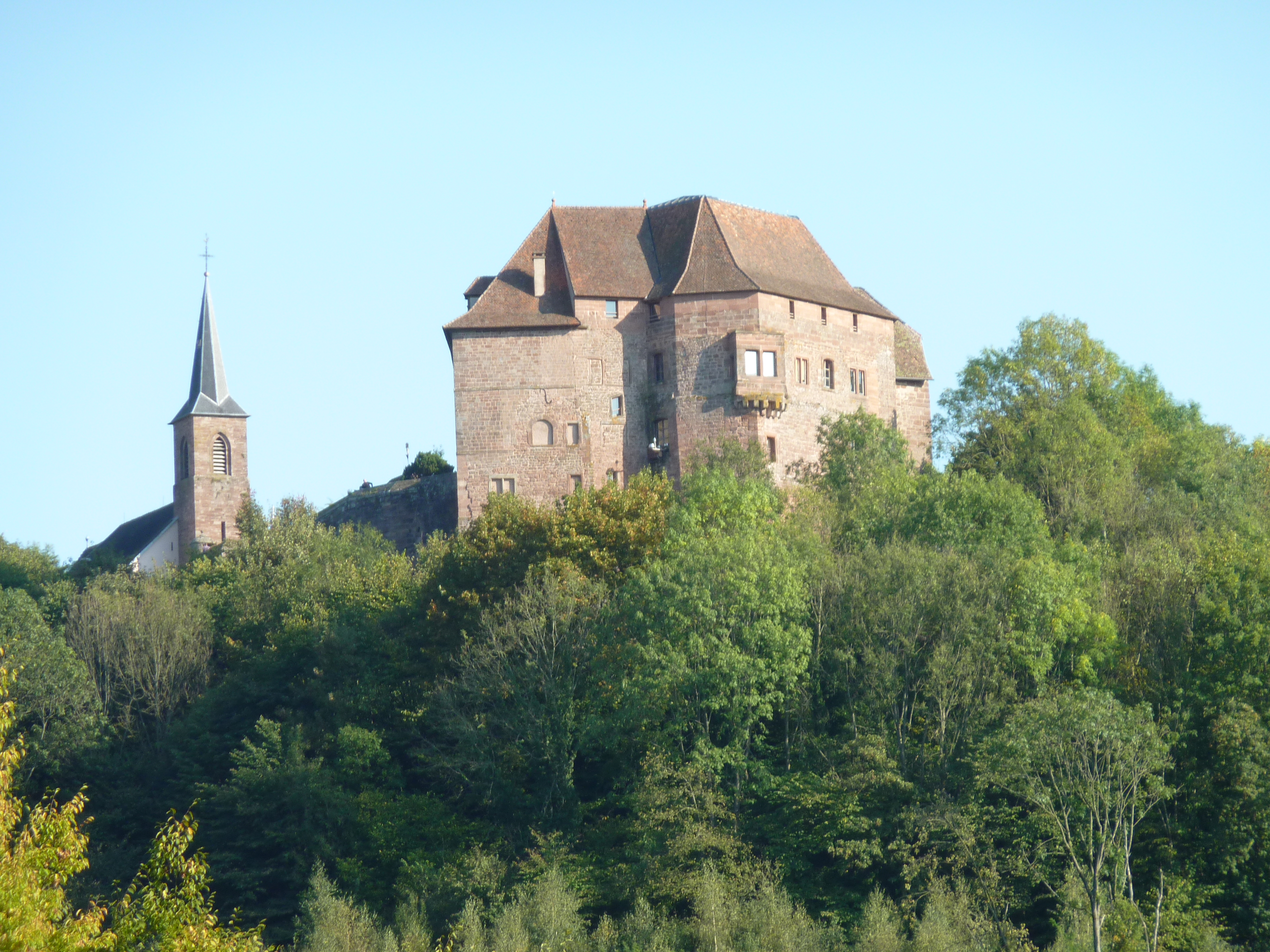
Le château et l'église
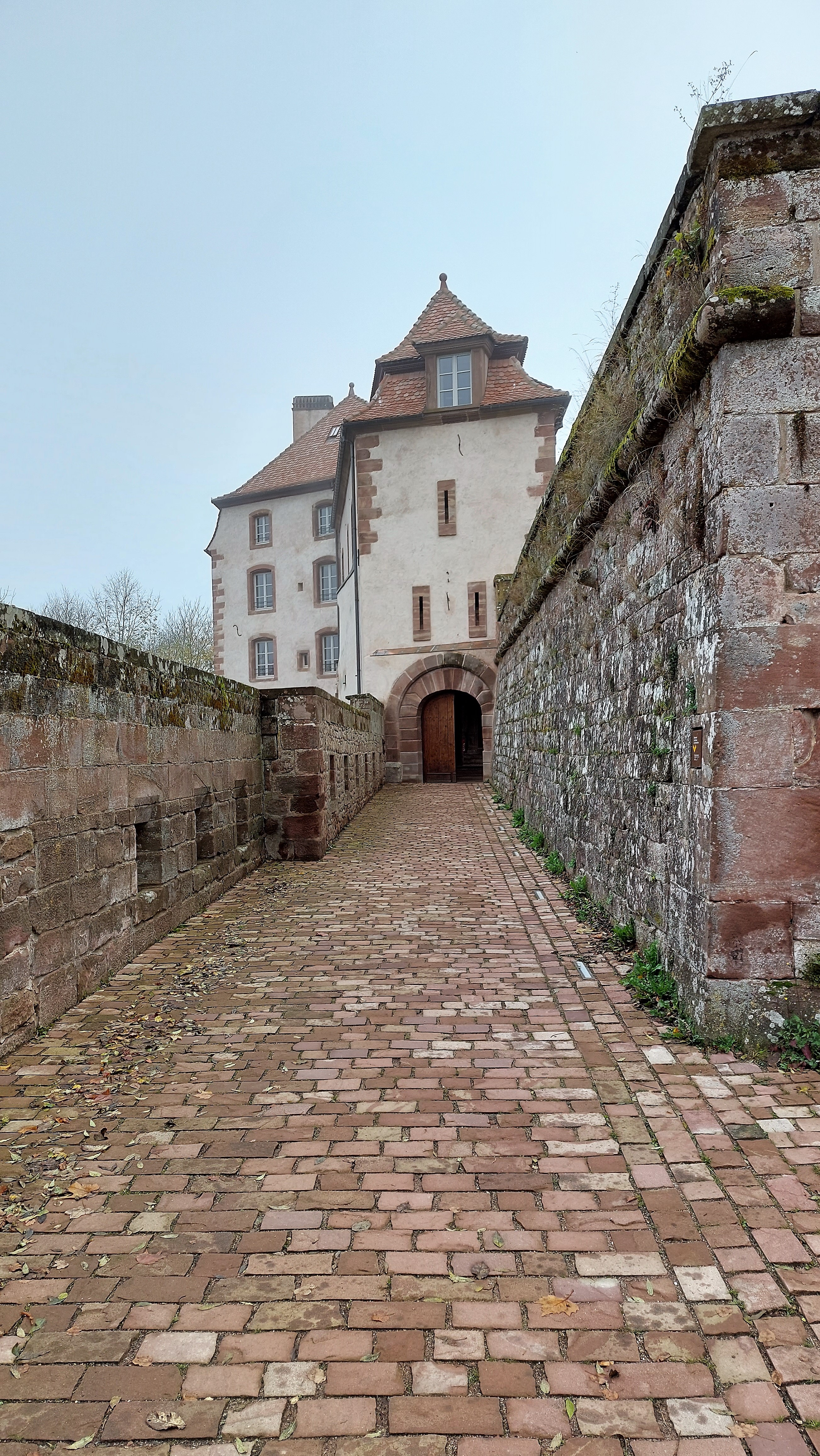
Le château à sa réouverture en 2021
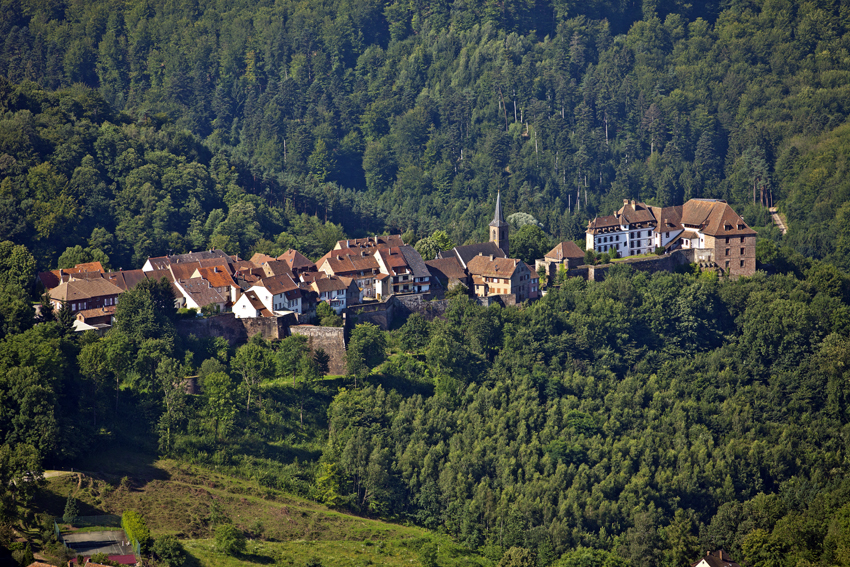
Le Staedtel, vieille ville de la Petite Pierre. Après le clocher, à droite : le château de La Petite Pierre.